# Travis Parrott
Travis Parrott (* 16. August 1980 in Portland, Oregon) ist ein ehemaliger US-amerikanischer Tennisspieler.

## Karriere
Travis ist der Sohn von Brian Parrott, einem Tennisorganisator. Seine Karriere im Profitennis begann 2003. Seine Erfolge kann er vorwiegend im Doppel vorweisen. Darin gewann er drei Turniere auf der ATP World Tour. Sechs weitere Male stand er in einem Doppel-Finale. Auch auf der zweitklassigen ATP Challenger Tour konnte er 13 Turniere für sich entscheiden. Bei einem Grand-Slam-Turnier gelang ihm sein größter Erfolg bei den US Open 2009 in der Mixedkonkurrenz. Mit seiner Landsfrau Carly Gullickson besiegte Parrott im Endspiel die Titelverteidiger Cara Black und Leander Paes in zwei Sätzen mit 6:2 und 6:4. Des Weiteren konnte er 2004 im Doppel der US Open das Viertelfinale sowie bei den anderen Grand Slams mindestens einmal das Achtelfinale erreichen. Seinen höchsten Rang erreichte er 2003 mit einem 25. Rang, wohingegen seine beste Platzierung im Einzel jenseits der Top 700 liegt.
Er trat mit den US Open 2012 vom professionellen Tennis zurück.

## Erfolge
| Legende (Anzahl der Siege)                       |
| Grand Slam                                       |
| Tennis Masters Cup ATP World Tour Finals         |
| ATP Masters Series ATP World Tour Masters 1000   |
| ATP International Series Gold ATP World Tour 500 |
| ATP International Series ATP World Tour 250 (3)  |
| ATP Challenger Tour (13)                         |

| ATP-Titel nach Belag |
| Hartplatz (3)        |
| Sand (0)             |
| Rasen (0)            |
| Teppich (1)          |

### Doppel

#### Turniersiege

##### ATP World Tour
| Nr. | Datum            | Turnier        | Belag       | Partner               | Finalgegner                       | Ergebnis          |
| --- | ---------------- | -------------- | ----------- | --------------------- | --------------------------------- | ----------------- |
| 1.  | 28. Juli 2003    | Los Angeles    | Hartplatz   | Jan-Michael Gambill   | Joshua Eagle Sjeng Schalken       | 6:4, 3:6, 7:5     |
| 2.  | 23. Juli 2007    | Indianapolis   | Hartplatz   | Juan Martín del Potro | Teimuras Gabaschwili Ivo Karlović | 3:6, 6:2, [10:6]  |
| 3.  | 20. Oktober 2008 | St. Petersburg | Teppich (i) | Filip Polášek         | Rohan Bopanna Maks Mirny          | 3:6, 7:64, [10:8] |

##### ATP Challenger Tour
| Nr. | Datum             | Turnier         | Belag         | Partner        | Finalgegner                            | Ergebnis          |
| --- | ----------------- | --------------- | ------------- | -------------- | -------------------------------------- | ----------------- |
| 1.  | 11. Mai 2003      | Birmingham      | Sand          | Josh Goffi     | Paul Goldstein Robert Kendrick         | 6:4, 2:6, 6:2     |
| 2.  | 4. Oktober 2003   | Fresno          | Hartplatz     | Diego Ayala    | Paul Goldstein Jeff Morrison           | 7:5, 4:6, 6:3     |
| 3.  | 21. November 2003 | Champaign       | Hartplatz (i) | Bruno Soares   | Brian Baker Rajeev Ram                 | 4:6, 6:4, 6:1     |
| 4.  | 10. April 2004    | Calabasas       | Hartplatz     | Graydon Oliver | Ivo Klec Robert Lindstedt              | 7:5, 6:3          |
| 5.  | 12. November 2004 | Nashville       | Hartplatz (i) | Jason Marshall | Cecil Mamiit Danai Udomchoke           | 6:3, 6:4          |
| 6.  | 19. März 2005     | Sunrise         | Hartplatz     | Rick Leach     | Jan-Michael Gambill Mark Philippoussis | kampflos          |
| 7.  | 4. August 2006    | Vancouver (1)   | Hartplatz     | Eric Butorac   | Rik De Voest Glenn Weiner              | 4:6, 6:3, [11:9]  |
| 8.  | 11. November 2006 | Bratislava      | Hartplatz (i) | Eric Butorac   | Jordan Kerr Jamie Murray               | 7:5, 6:3          |
| 9.  | 3. November 2007  | Louisville      | Hartplatz (i) | John Isner     | Richard Bloomfield Michael Ryderstedt  | 6:4, 6:4          |
| 10. | 22. März 2008     | San Luis Potosí | Sand          | Filip Polášek  | Jean-Julien Rojer Márcio Torres        | 6:2, 6:1          |
| 11. | 30. März 2008     | León            | Sand          | Filip Polášek  | Brendan Evans Alex Kuznetsov           | 6:4, 6:1          |
| 12. | 3. August 2008    | Vancouver (2)   | Hartplatz     | Eric Butorac   | Rik De Voest Ashley Fisher             | 6:4, 7:63         |
| 13. | 6. August 2011    | Vancouver (3)   | Hartplatz     | Treat Huey     | Jordan Kerr David Martin               | 6:2, 1:6, [16:14] |

#### Finalteilnahmen
| Nr. | Datum            | Turnier         | Belag     | Partner         | Finalgegner                          | Ergebnis   |
| --- | ---------------- | --------------- | --------- | --------------- | ------------------------------------ | ---------- |
| 1.  | 16. August 2004  | Washington D.C. | Hartplatz | Dmitri Tursunow | Chris Haggard Robbie Koenig          | 6:73, 1:6  |
| 2.  | 4. Juli 2005     | Newport         | Rasen     | Graydon Oliver  | Jordan Kerr Jim Thomas               | 6:75, 6:75 |
| 3.  | 14. April 2008   | Valencia        | Sand      | Filip Polášek   | Máximo González Juan Mónaco          | 5:7, 5:7   |
| 4.  | 4. August 2008   | Los Angeles     | Hartplatz | Dušan Vemić     | Rohan Bopanna Eric Butorac           | 6:75, 6:75 |
| 5.  | 22. Februar 2009 | Memphis         | Hartplatz | Filip Polášek   | Mardy Fish Mark Knowles              | 6:77, 1:6  |
| 6.  | 19. Juni 2009    | Eastbourne      | Rasen     | Filip Polášek   | Mariusz Fyrstenberg Marcin Matkowski | 4:6, 4:6   |

### Mixed

#### Turniersiege
| Nr. | Datum              | Turnier | Belag     | Partnerin        | Finalgegner             | Ergebnis |
| --- | ------------------ | ------- | --------- | ---------------- | ----------------------- | -------- |
| 1.  | 13. September 2009 | US Open | Hartplatz | Carly Gullickson | Cara Black Leander Paes | 6:2, 6:4 |